# Ruderi di Coazzo
I cosiddetti ruderi di Coazzo (anche Pietra de Oro) sono un sito archeologico a Roma, in Italia.
Si tratta dei resti di un insediamento monastico del XIII secolo, costruito su una villa romana, di cui ha riutilizzato i materiali insieme ad altri provenienti da edifici funebri. Il sito si trova ad ovest del quartiere romano di San Basilio, vicino a Via Bernardini, non lontano da via Nomentana.
L'edificio era alto circa 3 metri era composto da due stanze con tetto a volta e pareti costruite in mattoni e tufo. Nel 1428 i proprietari del terreno, la famiglia Frangipane, donarono metà del casale alla Basilica di San Pietro, che affittò nel XVI secolo a Cola Jacobacci.